# Rockopera
Een rockopera of rockmusical is een muzikale productie in de vorm van een opera of een musical. Deze vertoont meer gelijkenissen met moderne rock ('n roll) dan met haar originele vormen. Het verschil met de 'gewone' rockproducties is dat deze laatste vaak bestaan uit losse nummers die zonder plot of verhaallijn ogenschijnlijk niets met elkaar te maken hebben. Nieuwe ontwikkelingen op het gebied van rockopera zijn bijvoorbeeld de rapopera en de hiphopopera.

## Geschiedenis
De rockmusical werd over het algemeen in het begin eerst uitgevoerd als een theatrale productie. Pas daarna verscheen hij op een album. Een rockmusical heeft daardoor meestal weinig tot geen affiniteit met de uitvoerende band, maar des te meer met de showbusiness. Bekende voorbeelden van rockmusicals zijn: Rent en Hair. Soms vallen de twee categorieën samen. Een voorbeeld hiervan is de rockopera Tommy van de Britse rockband The Who, waarvan zowel een album als een theaterproductie is gemaakt.
In welke categorieën een bepaalde rockopera valt, hangt voornamelijk af van de bedoeling en de eigen definitie van de auteur van het stuk. Het verschil tussen een rockopera en bijvoorbeeld een conceptalbum kan zijn dat een rockopera een samenhangend (of soms sketchachtig) verhaal vertelt, dat vaak bestaat uit songteksten in de eerste persoon, die gezongen worden door verschillende personages. Een conceptalbum daarentegen bevat meestal een reeks nummers die in dezelfde stijl of binnen hetzelfde thema zijn geschreven, maar sommige albums delen aspecten van beide (zowel conceptalbum als rockopera).
Pete Townshend, zowel met als zonder The Who, is waarschijnlijk de persoon die het meest geassocieerd wordt met de term rockopera. Een van de eerste voorbeelden van Townshends opera-aspiraties is het nummer A Quick One While He's Away, van het bijna gelijknamige tweede album van The Who, A Quick One uit 1965. Dit is tevens een van de eerste rockopera's. Het nummer vertelt in negen minuten het verhaal over een jonge padvindster die misbruikt wordt door de buschauffeur Ivor (die gespeeld werd door bassist John Entwistle).

## Van belang zijnde rockopera's, die voornamelijk bekend zijn alsstudioalbums
The Pretty ThingsS.F. Sorrow (1968): Een van de eerste conceptalbums, gebaseerd op een kort verhaal van zanger Phil May. Het album vertoont qua opbouw grote gelijkenis met Tommy van The Who, hoewel The Who heeft aangegeven niet beïnvloed te zijn door deze rockopera.
The WhoTommy (1969): Dit album populariseerde de term 'rockopera'. De gelijknamige film en Broadwayproductie droegen ook hun steentje bij aan de populariteit.
The KinksPreservation (uitgegeven als Act 1 en Act 2 (1973): Eerste rockopera van The Kinks, die ook ondersteund werd met een theaterproductie. Later zou The Kinks nog twee rockopera's maken: Soap Opera en Schoolboys in Disgrace (beide 1975).
The WhoQuadrophenia (1973): Ook van deze rockopera werd later een film gemaakt.
GenesisThe Lamb Lies Down On Broadway (1974): Een dubbel album dat in zijn geheel, live, 102 keer zou worden opgevoerd met voorman Peter Gabriel, die het onderliggende verhaal en veruit de meeste teksten van de nummers schreef.
Pink FloydThe Wall (1979): Zeer bekende rockopera, geschreven door Roger Waters, die gaat over de zenuwinzinking van een rocker genaamd "Pink". De rockopera staat bekend om zijn uitgebreide en dure show. Later werd er een film van de rockopera gemaakt en er is gepland om er een Broadwayshow van te maken.
SavatageStreets: A Rock Opera (1991): Het album waarmee de voorheen vooral metal spelende band een progressievere weg inslaat. Het verhaal gaat over DT Jesus, een in de goot belande rockster, die zijn faam herwint maar uiteindelijk opnieuw op straat belandt.
Green DayAmerican Idiot (2004): Een voorbeeld van een meer hedendaagse rockopera. Er wordt gezegd dat ook van deze rockopera een film gemaakt zou worden..
21st Century Breakdown (2009): Album dat handelt over Christian en Gloria die met de erfenis zitten die de 43e president heeft achtergelaten na zijn aftreden.

## Van belang zijnde rockopera's, die voornamelijk bekend zijn als theaterproducties
James Rado, Gerome Ragni en Galt MacDermotHair (1967) - Een thematische benadering van de hippiecultuur in de jaren zestig.
Tim Rice en Andrew Lloyd WebberJesus Christ Superstar (1970)
Evita (1976)
Jonathan LarsonRent (1996) - Een moderne interpretatie van Giacomo Puccini's La Bohème in een New Yorks jasje.